# Eurycyde acanthopus
Eurycyde acanthopus is een zeespin uit de familie Ascorhynchidae. De soort behoort tot het geslacht Eurycyde. Eurycyde acanthopus werd in 1979 voor het eerst wetenschappelijk beschreven door Stock. 